# Ламмаш, Генрих
Ге́нрих Ламма́ш (нем. Heinrich Lammasch; 21 мая 1853, Зайтенштеттен, Австрийская империя — 6 января 1920, Зальцбург, Австрия) — австро-венгерский и австрийский государственный и политический деятель, последний министр-президент Цислейтании. Выдающийся юрист, специалист по уголовному, государственному и международному праву. Был известен как убежденный пацифист и сторонник нейтралитета Австрии.

## Карьера до Первой мировой войны
Родился в Зайтенштеттене, в семье нотариуса Генриха (1823—1865) и Анны Ламмаш, урожденной Шауенштейн (1829—1891). Вскоре после рождения сына семья переселилась в Винер-Нойштадт, а затем в Вену. Изучал юриспруденцию в Венском университете. В 1876 году получил степень кандидата юридических наук. Несколько месяцев провел в Германии, Франции и Великобритании. С 1879 года — доцент юридического факультета Венского университета, специалист по уголовному праву. С 1882 года — профессор. В 1885 году приглашен заведующим кафедрой уголовного права, философии права и международного права Инсбрукского университета. В 1889 году вернулся на работу в Венский университет. Сфера главных научных интересов Ламмаша — догматика уголовного права, право выдачи и право убежища.
В 1899 и 1907 годах консультант австро-венгерской делегации на Гаагских мирных конференциях. С 1899 года член Постоянной палаты третейского суда в Гааге, участвовал в разрешении международных споров. Трижды избирался председателем Палаты. Являлся юридическим консультантом эрцгерцога Франца-Фердинанда. В 1899 году приглашен императором Францем-Иосифом в Палату господ (Heerenhaus) парламента Цислейтании. В 1906—1912 годах работал над проектом нового австрийского уголовного права (который, однако, не был утвержден). Проявил себя как умеренный консерватор, выступал против всеобщего избирательного права, введенного в Цислейтании в 1907 году.

## Война
Перед войной выступал за разрыв союза с Германией и сближение с Антантой. Начавшуюся войну вначале рассматривал как оборонительную, отвергая захватнические притязания австро-венгерской монархии. Затем был членом движения в защиту мира; генеральный штаб требовал его ареста. Считал, что после окончания войны преступления австро-венгерской армии против мирного населения должны стать предметом международного преследования.
В июле 1917 года рассматривался в качестве кандидата на пост министр-президента. Поставил условием вступления в должность уступку Германией Франции Эльзас-Лотарингии и заключение сепаратного мира с противником. Под давлением министра иностранных дел Оттокара фон Чернина и Германии его кандидатура была отклонена.
В октябре 1917 — феврале 1918 года в австро-венгерской элите активно обсуждалась возможность заключения мирного соглашения с Антантой, Ламмаш выступал в качестве одного из лидеров «партии мира». Взаимодействовал с пацифистской группой, сформировавшейся вокруг предпринимателя Юлиуса Майнля. В опубликованном в 1917 году меморандуме, посвященном международному праву после войны, требовал создания международной организации, во многом перекликаясь с идеями президента США Вудро Вильсона о создании Лиги Наций. Предпринимал попытки установить контакты с Вильсоном через швейцарского священника-пацифиста Георга Геррона, однако потерпел неудачу.

## «Министерство ликвидации»
27 октября 1918 года Ламмаш назначен императором Карлом I министр-президентом Цислейтании вместо барона Макса Гусарека фон Гейнлейна. Назначением известного пацифиста главой правительства Австрия стремилась подать внешнему миру сигнал о готовности завершить войну. Венская газета Neue Freie Presse немедленно назвала нового министр-президента «ликвидатором старой Австрии» («Liquidator des alten Österreich»). С 30 октября австрийским государством фактически начало руководить другое правительство — сформированный Временным национальным собранием Германской Австрии кабинет Карла Реннера; в других частях империи начали формироваться собственные национальные органы власти.
9 ноября отрекся от престола германский император Вильгельм II. В этот же день правительство Ламмаша провело два заседания, посвящённые обсуждению будущего государственного устройства Австрии, в которых в качестве представителей Германской Австрии принимали участие Карл Реннер и Карл Зейц. Предполагалось провозглашение императора нового государства. Однако на следующий день, 10 ноября, Реннер внес во Временное национальное собрание предложение о провозглашении республики. Ламмаш вступил в переговоры с императором и императрицей Цитой.
11 ноября объявлено заявление императора о том, что он «отстраняется от управления государством» (позднее Карл утверждал, что сделал заявление под давлением и ни в коем случае не отказался бы на долгий строк от прав суверена). 12 ноября в Австрии провозглашена республика.

## Австрийская республика
После окончания войны Ламмаш принимал участие в выработке Устава Лиги Наций. В качестве эксперта принимал участие в работе австрийской делегации при выработке Сен-Жерменского мира. Выступал за создание независимой «Восточно-альпийской республики» в Южном Тироле, на который предъявила претензии Италия. В противовес движению к объединению с Германией выступал за сохранение Австрии в качестве нейтрального государства.
В 1920 году умер в Зальцбурге от апоплексического удара. Одним из немногих свидетелей похорон стал Стефан Цвейг, который описал их как «скудные и печальные» («ärmlich und traurig»). В 1957 году останки Ламмаша перенесены в фамильный склеп в Бад-Ишле.

## Сочинения
- Grundriss des österreichischen Strafrechts. Duncker & Humblot, Leipzig 1899.
- Die Fortbildung des Völkerrechts durch die Haager Konferenz. Eigenverlag, Wien 1900.
- Die Rechtskraft internationaler Schiedssprüche. Aschehoug, Kristiania 1913.
- Das Völkerrecht nach dem Kriege. Aschehoug, Kristiania 1917.
- Der Friedensverband der Staaten. Der Neue Geist, Leipzig 1919.
- Der Völkerverbund zur Bewahrung des Friedens. 1919.
- Europas elfte Stunde. 1919.
- Woodrow Wilsons Friedensplan. 1919.
- Völkerbund oder Völkermord. 1920.